# 룩 (영국의 잡지)
룩(영어: Look)은 11년(2007~2018년) 동안 운영된 젊은 여성을 위한 광택이 나는 하이스트리트 패션 및 유명인 주간지였다. TI 미디어에서 발행하고 질리 퍼거슨이 편집했다. 이 잡지는 패션, 하이스트리트 쇼핑 조언, 유명인 스타일 및 뉴스, 실제 이야기에 중점을 두었다.